# Postura
Postura é o conjunto em posição das articulações de um corpo em um determinado momento atuando para fornecer o equilíbrio no espaço, uma entidade formada em conjunto com o sistema nervoso e os músculos. Embora muitas pessoas achem que postura seria só o conjunto ditado pela coluna vertebral, esta também é parte primordial e essencial.
Em um indivíduo, ocorre informações entre o sistema nervoso (vias aferentes periféricas) e o cérebro, provenientes de três fontes para o equilíbrio do corpo no espaço a sua volta, seja em pé, sentado ou em movimento. Informações providas dos olhos, ouvidos, músculos, articulações, ligamentos e tendões. Nesses quatro últimos citados, existem proprioceptores que informam uma estrutura chamada cerebelo, para depois então, informar o cérebro o grau de tensão a que cada um está sendo submetido e depois retransmitem essa informação de volta para os mesmos músculos, articulações, ligamentos e tendões, fazendo com que nos equilibramos conscientemente ou inconscientemente. Graças a esses receptores, se fecharmos nossos olhos ou tampássemos nossos ouvidos e realizássemos um movimento, perceberíamos perfeitamente a nossa posição no espaço em que nos localizamos.

## Postura incorreta
Uma postura incorreta seria inclinada em um ângulo de mais de 25 graus. Sendo assim prejudicando sua integridade e podendo causar problemas e doenças no seu futuro mais próximo. 

## Ciência da Saúde
Na área da saúde, o profissional que mais trabalha com os distúrbios posturais que acometem a população no mundo inteiro, dotado de técnicas e aprendizados específicos e contando com a ajuda do vasto conhecimento em anatomia humana, é o fisioterapeuta. Hoje, é conhecido muito a técnica reeducação postural global (RPG) para a reeducação da postura humana que foi elaborada por Philippe Souchard e também o método Godelieve Denys-Struyf, que é muito mais difundido em países da Europa. Pouco sabe-se que o pilates é um método muito bem elaborado para a reeducação da postura. Isso iria variar com a utilização desses métodos dependendo de uma avaliação postural adequada e das prioridades a serem traçadas com o avaliado postural.fim